# Трейон Бобб
Трейон Бобб (англ. Trayon Bobb, нар. 5 листопада 1993, Джорджтаун) — гаянський футболіст, півзахисник клубу «Вестерн Тайгерс» та національної збірної Гаяни.

## Клубна кар'єра
У дорослому футболі дебютував 2010 року виступами за тринідадську команду «Каледонія Ей-Ай-Ей», в якій провів два сезони, взявши участь у 10 матчах чемпіонату.
У 2013 році він переїхав до Фінляндії, де підписав контракт із клубом другого дивізіону «ТП-47» з Торніо. Цього ж року гравець провів 3 матчі у вищому дивізіоні за «РоПС», перебуваючи в оренді. Наприкінці 2013 року Бобб перейшов на правах оренди до клубу литовської А-Ліги «Круоя», у складі якого провів наступний рік своєї кар'єри гравця.
2015 року повернувся у «Каледонію Ей-Ай-Ей», де грав до 2017 року. Також 2016 року недовго грав на правах оренди за «Слінгерз».
З 2018 року знову відправився до Європи і грав за португальський нижчоліговий клуб «1 Дезембру».
До складу клубу «Вестерн Тайгерс» приєднався 2022 року.

## Виступи за збірну
У 2010 році Бобб був включений до складу молодіжної збірної Гаяни U-20 для відбору на молодіжний чемпіонат КОНКАКАФ. Його команда посіла друге місце в груповому відбірковому етапі, через що не вийшла на турнір. Сам гравець зіграв у п'яти матчах, відзначившись у грі проти Кюрасао (2:1). У 2012 році його знову викликали на кваліфікаційні матчі на наступний молодіжний чемпіонату Північної Америки, але і цього разу його команда не змогла пройти на турнір, а Бобб забив гол у матчі проти Тринідаду і Тобаго (1:2).
25 серпня 2011 року дебютував в офіційних матчах у складі національної збірної Гаяни в товариській грі проти Індії (2:1). Свій перший гол за національну збірну забив 7 вересня 2012 року в матчі з Сальвадором (2:2) у рамках кваліфікації до чемпіонату світу 2014 року, відзначившись двічі.